# Candylion
Candylion är Gruff Rhys andra soloalbum. På albumet medverkar även Lisa Jen från 9 Bach på xylofon och körsång.

## Spår
1. "This Is Just The Beginning"
2. "Candylion"
3. "The Court Of King Arthur"
4. "Lonesome Words"
5. "Cycle Of Violence"
6. "Painting People Blue"
7. "Beacon In The Darkness"
8. "Con Carino"
9. "Gyrru Gyrru Gyrru"
10. "Now That The Feeling Has Gone"
11. "Ffrwydriad Yn Y Ffurfafen"
12. "Skylon!"